# Kettle Falls
Kettle Falls – miasto w Stanach Zjednoczonych, w stanie Waszyngton, w hrabstwie Stevens.